# دانشگاه قفقاز
دانشگاه قفقاز (آذربایجانی: Qafqaz Universiteti) یک دانشگاه خصوصی  که در سال ۱۹۹۳ میلادی در شهر باکو تأسیس شده‌است. این دانشگاه اولین و تنها دانشگاه خصوصی خارجی در کشور جمهوری آذربایجان است،که پل آموزشی بین ترکیه و جمهوری آذربایجان برعهده داشته‌است.

## تاریخچه

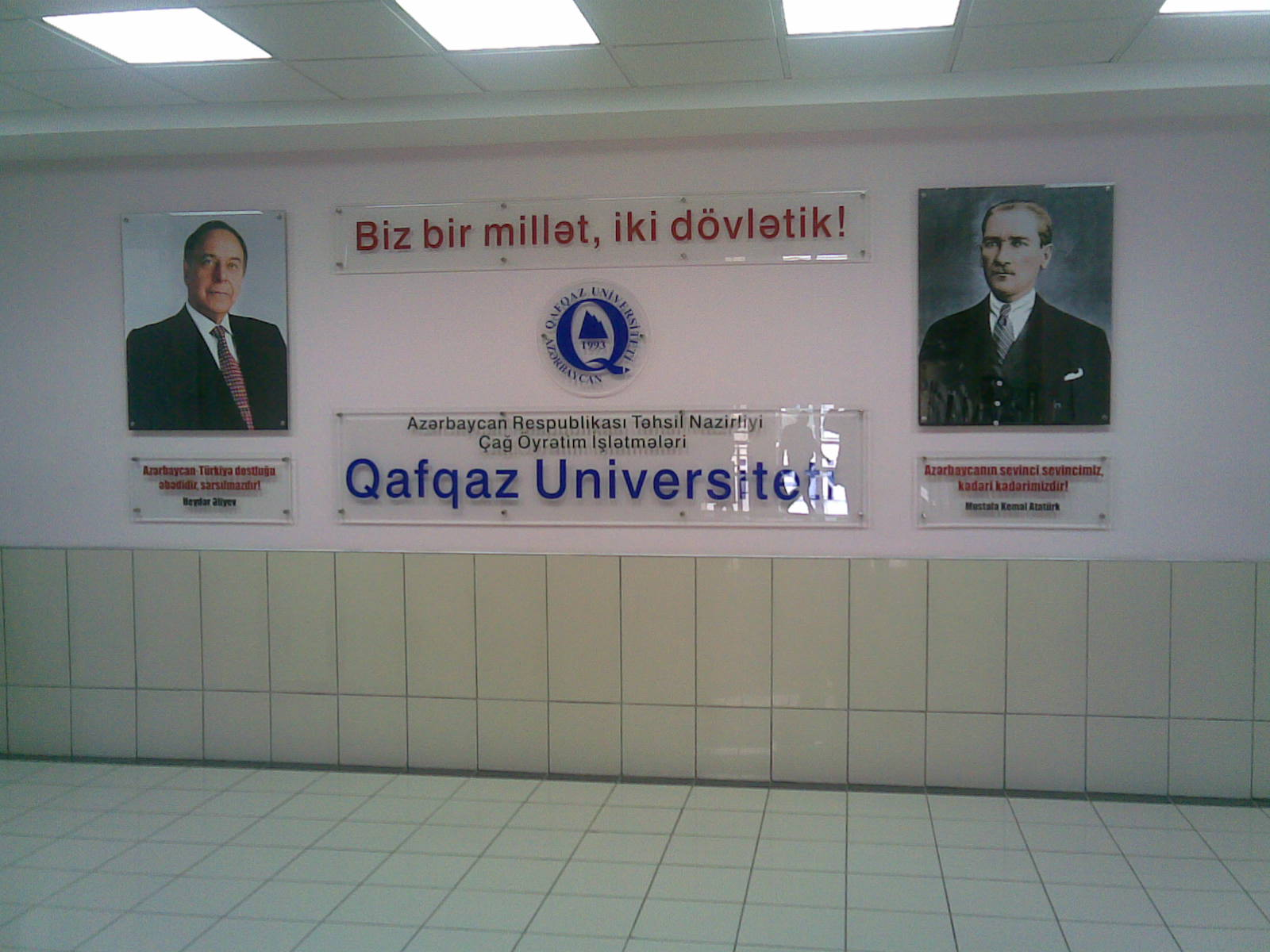
حیدرعلی‌یف:ما یک ملت در فالب دو دولت هستیم

دانشگاه قفقاز در سال ۱۹۹۳ میلادی با تصویب شورای وزیران جمهوری آذربایجان با حمایت بازرگانان ترکیه‌ای به خدمات آموزشی آذربایجان پس از استقلال این کشور تأسیس شده‌است.

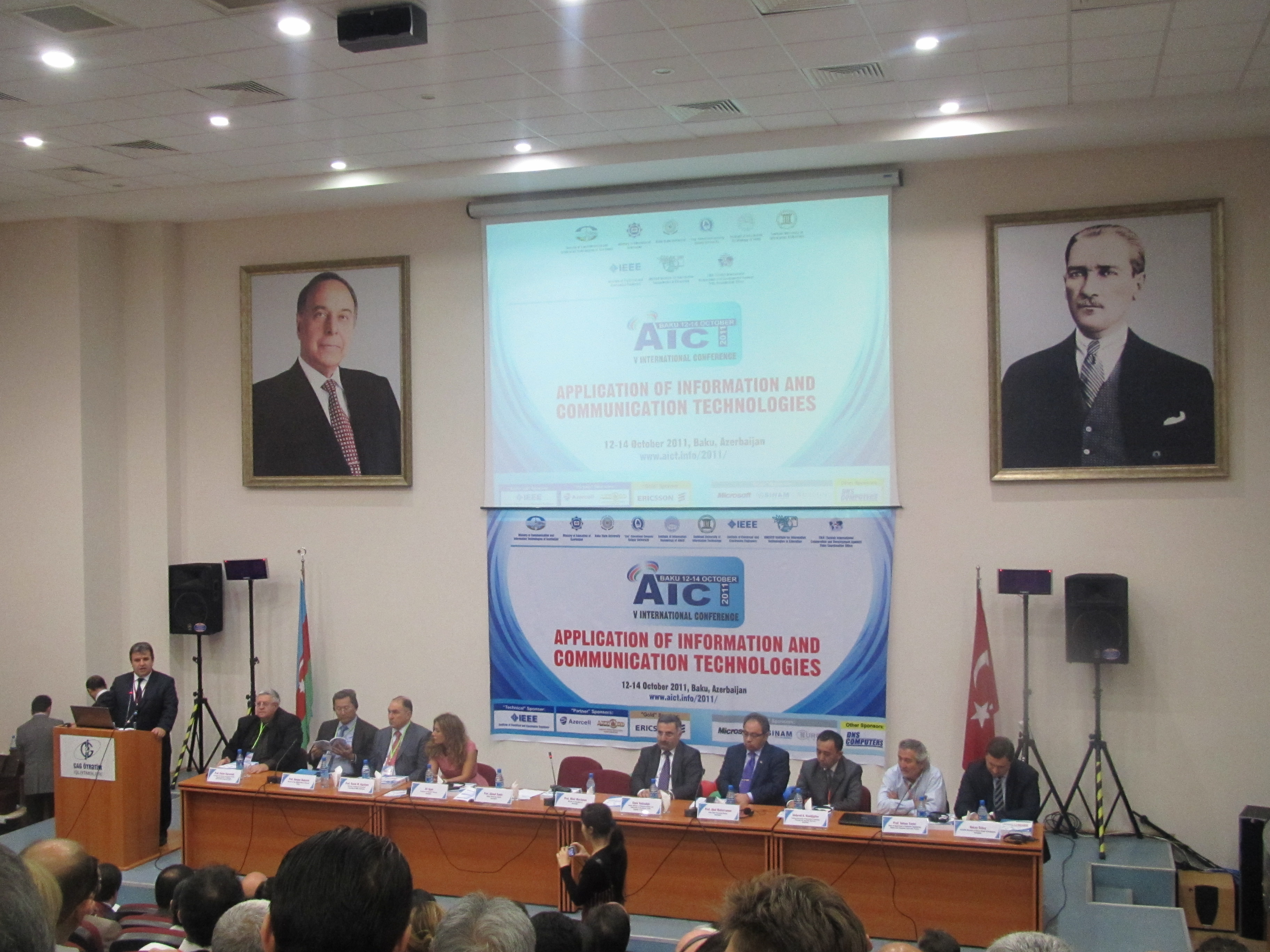
2011
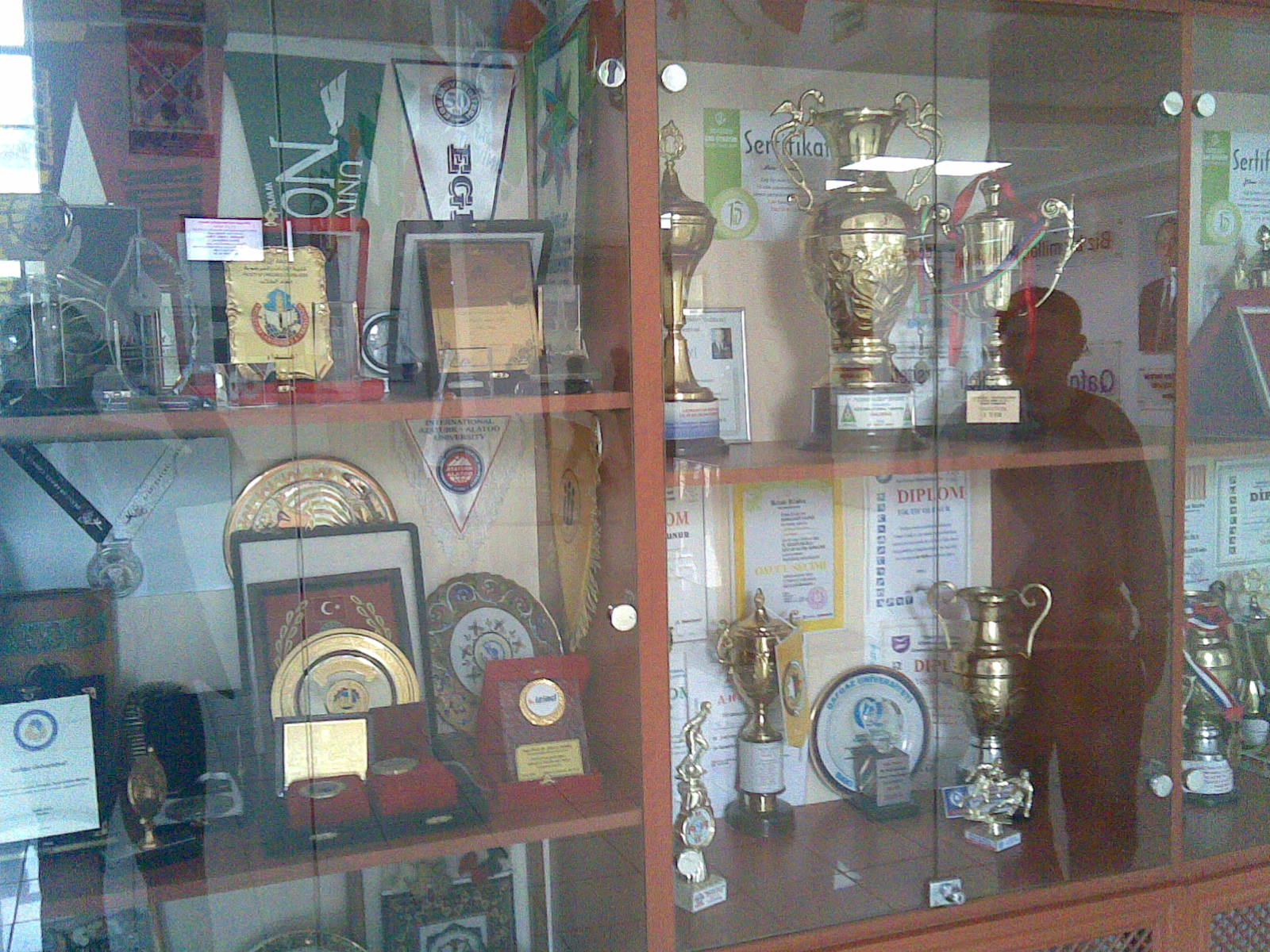
2012

## دانشکده‌ها و رشته‌ها
- دانشکده فنی و مهندسی (مهندسی صنایع، مهندسی کامپیوتر، سیستم‌های کامپیوتری و شبکه ها)
- دانشکده اقتصاد و مدیریت (امور مالی و اعتباری، اقتصادی بین‌المللی ، مدیریت عمومی، مدیریت (بانکداری)، علوم سیاسی، کسب و کارمدیریت)
- دانشکده حقوق (حقوق بین‌الملل، روابط بین‌الملل)
- دانشکده آموزش (زبان و ادبیات ترکی ، زبان و ادبیات عربی، زبان و ادبیات انگلیسی، زبان و ادبیات آذربایحانی، مترجمی انگلیسی، ریاضیات، آموزش و پرورش ابتدایی، ریاضیات و انفورماتیک، ریاضی و فیزیک)